# Joris Vanspringel
Joris Vanspringel (Turnhout, 8 februari 1963) is een Belgische eventingruiter. 

## Levensloop
Hij nam viermaal deel aan de Olympische Spelen. Vanspringel combineert zijn ruitersport met een voltijdse baan als onderstationschef in het NMBS-station van Berchem (Antwerpen).

## Palmares

### 2016
- 24e Olympische Spelen in Rio de Janeiro (Brazilië) (met Lully des Aulnes)

### 2012
- 1e Vidigulfo (Italië) (met Lully des Aulnes)
- 10e Olympische Spelen in Londen (Groot-Brittannië) (Landenteams)

### 2011
- 10e Europees Kampioenschap Luhmühlen (Salzhausen, Duitsland) individueel (met Lully des Aulnes)
- 10e Europees Kampioenschap Luhmühlen met team (met Lully des Aulnes)

### 2010
- 9e Europees Kampioenschap  Pratoni del Vivaro (Italië) (met Bold Action)

### 2008
- 46e Olympische Spelen in Peking (China) (Individueel)

### 2004
- 7e Olympische Spelen in Athene (Griekenland) (Landenteams)